# Dravidosaurus
Dravidosaurus ("lagarto de Dravida Nadu") es un género controvertido de reptil prehistórico que vivió en el Cretácico superior (hace aproximadamente 87 millones de años, en el Coniaciense), en lo que es hoy la India. Se lo conoce a partir de restos desasociados que contienen un cráneo parcial, un diente, un sacro, un ilion, un isquion, una placa dérmica y una espina. Los restos maltrechos se descubrieron en depósitos marinos cercanos a Ariyalur, en el estado de Tamil Nadu en la India del Sur. Fueron bautizados en 1979 por P.M. Yadagiri y Krishnan Ayyasami como la especie tipo Dravidosaurus blanfordi, siendo el nombre de especie siendo un homenaje a William Thomas Blanford. El holotipo, el cráneo parcial, es catalogado como GSI SR Pal 1, mientras que otros especímenes son catalogados como GSI SR Pal 2-7.

## Historia
En un principio fue considerado como el último de los estegosáuridos, se calculó que medía solo 3,00 m, siendo también el más pequeño. Estudios de mediados de los 90 de los pocos restos encontrados, cráneo parcial, algunos dientes y restos inicialmente considerados placas, lo colocan dentro de los plesiosaurios. Fue encontrado en sedimento marinos de Tamil Nadu en el sur de la India.
En 1991, Sankar Chatterjee visitó el sitio y aseguró, sin evidencia morfológica concreta, que Dravidosaurus era un plesiosaurio, haciendo que la especie sea un nomen dubium. Sin embargo, esta afirmación fue rechazada por Galton y Upchurch, quiénes notaron que el cráneo, diente y placa de Dravidosaurus no eran ni remotamente plesiosaurianos. Galton y Ayyasami (2017) reafirmaron la clasificación de Dravidosaurus como estegosaurio señalando que los restos originales de la localidad tipo se encuentran bajo estudio de los descriptores originales del género. El diente atribuido a Dravidosaurus parece provenir de un notosuquio.